# パラシュート (バンド)
パラシュート (Parachute) とは、アメリカ合衆国のポップ・ロックバンドである。バージニア州, シャーロッツビルにて結成された。結成時は、"Sparky's Flaw"という名前で活動していたが、2008年に現在のバンド名へと変更した。2009年にメジャーレーベルより、『Losing Sleep』でデビュー。同アルバムからの楽曲「She is Love」は、全米シングルチャートにて最高66位まで上昇。アルバム自体も、全米初登場40位を記録した。2011年には、2ndアルバム『The Way It Was』がリリースされ、全米アルバムチャートにて初登場19位を記録した。

## 現在のメンバー
- ウィル・アンダーソン - (ヴォーカル)
- ネイト・マクファーランド - (ギター)
- アレックス・ハーグレイヴ - (ベース)
- キット・フレンチ - (キーボード、サキソフォン)
- ジョニー・スタブルフィールド - (ドラム)

### 旧メンバー
- デイヴ・グローバー - (ギター)
- ピーター・デ・ジョン - (ギター)
- エリック・プラム - (ピアノ)

## ディスコグラフィー
- Losing Sleep (2009) 全米40位
- The Way It Was (2011) 全米19位
- Overnight (2013) 全米15位